# نیکولا پتکوویچ
نیکولا پتکوویچ (سیریلیک صربی: Никола Петковић؛ زادهٔ ۲۳ فوریهٔ ۲۰۰۳) بازیکن فوتبال اهل صربستان است.
وی همچنین در تیم‌های ملی فوتبال زیر ۲۱ سال صربستان و صربستان بازی کرده‌است.